# パルス・デトネーション・エンジン

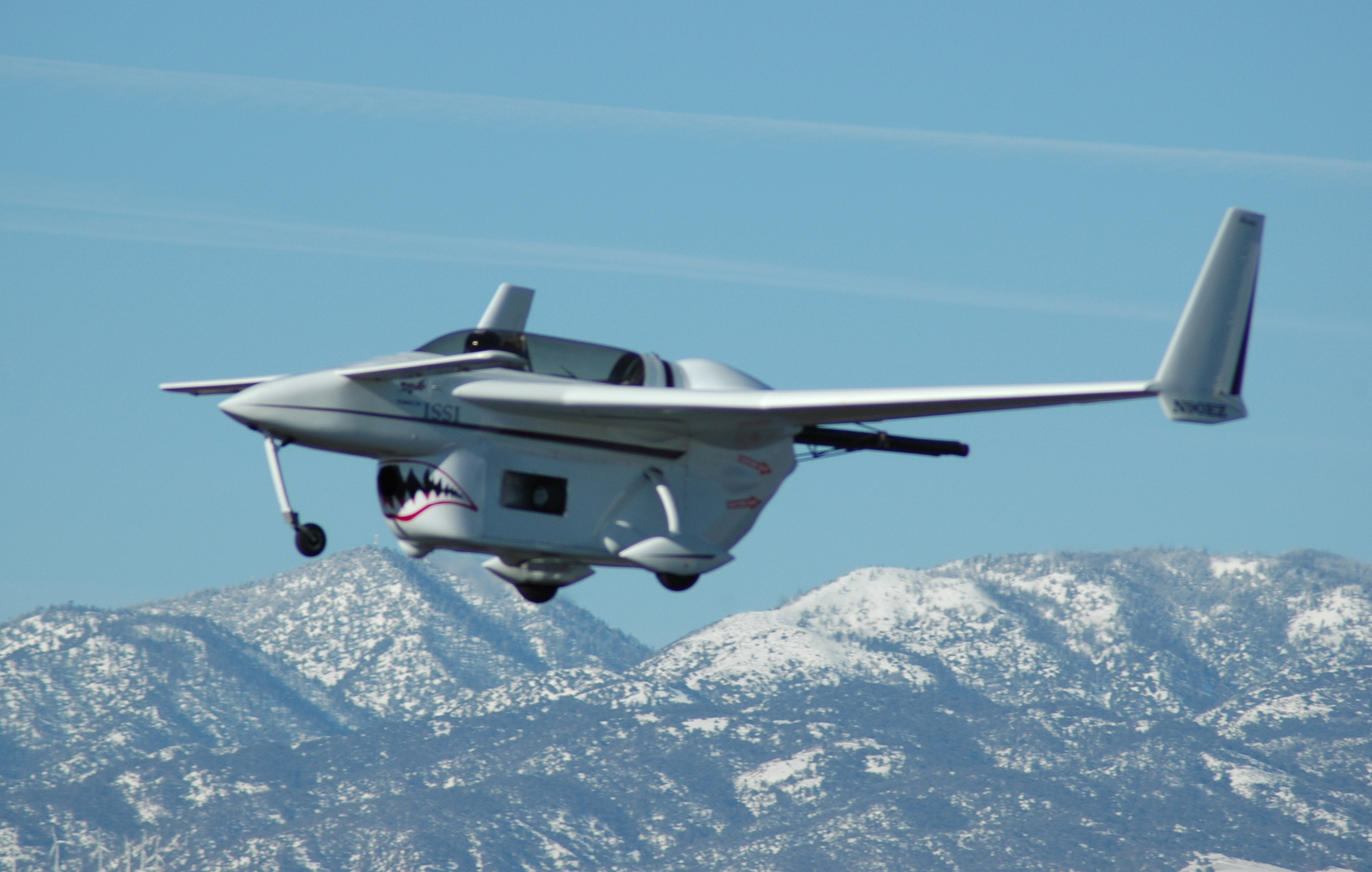
飛行中のPDE搭載ルータン ロング・イージー（2008年1月31日）

パルス・デトネーション・エンジン (Pulse Detonation Engine : PDE) はデトネーション波を利用したエンジンの一つである。デトネーション波とは、極超音速 (2 ～ 3 km/s) で衝撃波を伴い伝播する燃焼波であり、これを利用することで高い理論熱効率をめざす。デトネーション波を利用したエンジンとして、パルスデトネーションエンジン (pulse detonation engine, PDE) と回転デトネーションエンジン(rotating detonation engine, RDE) がある。現在、各国で開発が進められる内燃機関である。

## 概要
燃焼行程においてデトネーション（衝撃波を伴った燃焼＝爆轟）で行われるため、従来の定圧燃焼を利用したガスタービンエンジンに比べ高い理論熱効率が予想される。スクラムジェットエンジンとは異なり、静止時からエンジンを始動できる。
従来のガスタービンエンジンの燃焼器をパルスデトネーションエンジンで置き換えることでタービンの駆動が可能になり、複数のデトネーション管の位相をずらして運転することで、ノズルあるいはタービンの入口における流れの脈動を平滑化できる。

## 歴史
古くから理論構築、実験が続けられてきた。
- 2004年3月17日に筑波大学でパルスデトネーションロケットのシステム試験が実施された。
- 2006年7月28日にパルスデトネーションロケット「とどろき」の滑走試験が実施された[8]。
- 2008年1月31日にアメリカ空軍研究所はカリフォルニア州モハーヴェ砂漠でルータン ロング・イージーにパルス・デトネーション・エンジンを搭載した試験機の初飛行を実施した[9]。同機は国立アメリカ空軍博物館で展示されている[10]。
- 2013年10月20日には名古屋大学、筑波大学、JAXA等の研究グループがパルス・デトネーション・ロケットエンジンによる初の飛行実証を成功させた[11]。
- PDエアロスペースが宇宙機に搭載するパルス・デトネーション・エンジンの開発を行っている[12][13]。
- 2021年7月27日 JAXAは観測ロケットS-520-31号機による深宇宙探査用デトネーションエンジン宇宙飛行実証実験に世界で初めて成功した[14][15]。パルス・デトネーション・エンジンと回転デトネーションエンジンの実験が行われた。